# Tyson Gay
Tyson Gay (* 9. srpna 1982 Lexington, Kentucky) je americký atlet, sprinter. V roce 2007 se stal mistrem světa v běhu na 100 i 200 metrů na šampionátu v japonské Ósace. Poté přidal i titul ve štafetě na 4×100 m (což se před ním podařilo jen dvěma dalším sprinterům). V současnosti je držitelem amerického rekordu v běhu na 100 metrů časem 9,69 sekundy (Šanghai, 2009). Tímto časem je zároveň třetím nejrychlejším člověkem planety, hned za Jamajčanem Usainem Boltem a Yohanem Blakem a historicky druhým pokořitelem hranice 9,70 sekundy.
V roce 2007 se stal vítězem ankety Atlet světa.

## Kariéra

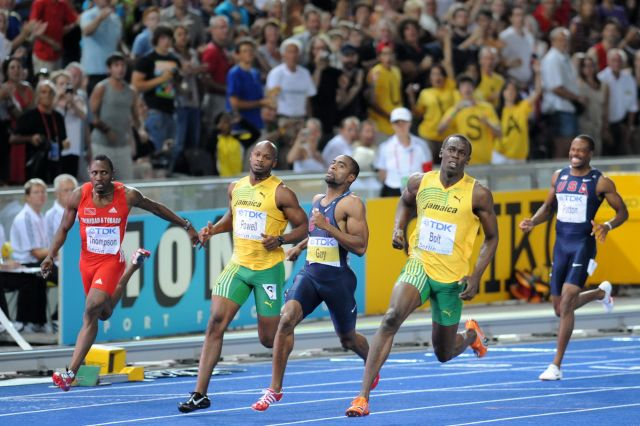
Finále 100 m v World Championship Athletics 2009 v Berlíně (Thomson, Powell, Gay, Bolt, Patton)

### Sezóna 2008
V roce 2008 zvítězil v Eugene v regulérním čase 9,77 s, což byl americký národní rekord. Poté s nedovolenou podporou větru 4,1 m/s zaběhl dokonce 9,68 s, až do srpna 2009 nejrychlejší stovku všech dob za jakýchkoliv podmínek. Na letních olympijských hrách v Pekingu se však v běhu na 100 metrů po prodělaném zranění neprobojoval do finále. V tomto roce také byla Gayovi změřena nejvyšší rychlost běhu 43,37 km/h, když 20 metrů dlouhý úsek stometrové trati proběhl v čase 1,66 sekundy.

### Sezóna 2009
V roce 2009 se zúčastnil dlouho očekávaného souboje se světovým rekordmanem Usainem Boltem na mistrovství světa v Berlíně. Výsledkem byla nejrychlejší stovka historie (9,58 s – Bolt) a stříbrná medaile pro Gaye. Časem 9,71 s se Tyson Gay stal druhým nejrychlejším mužem všech dob (dva lepší časy má na svém kontě už jen Bolt). Tento čas pak ještě o dvě setiny vylepšil v Šanghaji na konci sezóny.

### Sezóna 2010
V dubnu roku 2010 se stal Gay prvním sprinterem v historii, který dokázal překonal tři velké sprinterské hranice – 100 metrů pod 10,00 s., 200 m pod 20,00 s. a 400 m pod 45,00 s., když zaběhl nový osobní rekord na 400 metrů časem 44,89 sekundy. Na tradičním mítinku v ulicích Manchesteru dne 16. května 2010 zaběhl na rovné trati 200 metrů za 19,41 sekundy, v regulérních podmínkách by šlo o 4. nejrychlejší čas historie. Na mítinku ve Stockholmu pak v srpnu překvapivě porazil i Usaina Bolta časem 9,84 s (Bolt 9,97 s). V roce 2010 se stal celkovým vítězem Diamantové ligy v běhu na 100 m.

### Sezóna 2013
Na národním mistrovství USA zvítězil na trati 100 i 200 metrů, čímž se kvalifikoval na mistrovství světa do Moskvy. 16. května 2013 však měl při mimosoutěžním kontrolním odběru pozitivní dopingový test. Na jeho místo v nominaci se tak posunuli běžci ze 4. míst národního šampionátu.

## Osobní rekordy
- 100 m – 9,69 s – 20. září 2009, Šanghaj – (americký rekord; 9,68 s větrem, 2008)
- 200 m – 19,58 s – 30. květen 2009, New York – (neoficiálně na rovné dráze 19,41 s.)
- 400 m – 44,89 s – 17. duben 2010, Gainesville
- Štafeta 4 × 100 m – 37,45 s (2010)